# Świętojanka
Świętojanka – struga w województwie łódzkim, lewy dopływ Widawki o długości 6,96 km.